# Hur mycket jag än tar finns alltid lite kvar
Hur mycket jag än tar finns alltid lite kvar is een album van de Zweedse popgroep Raymond & Maria. Het is het tweede album van de groep en verscheen in 2006.

## Tracks
1. "Dikter på fel sätt"
2. "Storstadskvinnor faller ner och dör"
3. "Jag läste om någon som stal en bil"
4. "Hur andra människor bor"
5. "Väntar"
6. "Kärlek 1"
7. "Du letar i bilen"
8. "Någonting på NK"
9. "Varför ska vi göra allt igen"
10. "Prins Carl Philip"